# كانيجيلي سياوش باشا
كانيجيلي سياوش باشا هو سياسي عثماني.
تولى منصب الصدارة العظمى للدولة، على ثلاث حقبات :
- الأولى 990-992هـ (1582-1584م).[1]
- الثانية 994-997هـ (1586-1589م).[1]
- الثالثة 1000-1001هـ (1592-1593م).[1]

## وفاته
توفي عام 1602 م